# Caduta massi

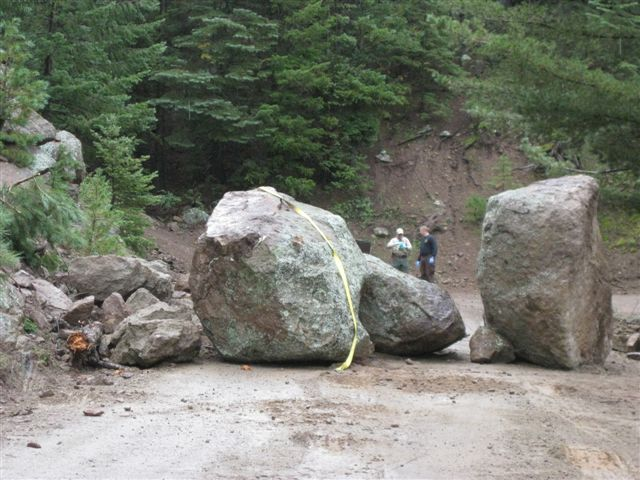
Caduta massi su una strada in Arizona

La caduta massi è un tipo di movimento instabile causata dalla mancanza di supporto per una ridotta area di roccia o terreni. Generalmente è causata dalle rocce che rotolano lungo un pendio a causa della perdita del supporto che le sosteneva.

## Descrizione
La caduta massi è definita come il rilascio di una massa qualsiasi, posizionata in una zona in pendenza, provvista di una superficie di taglio generalmente piccola e il cui percorso è principalmente attraversato dall'aria. I frammenti provenienti dal distacco hanno forma di vario tipo, e il materiale può cadere liberamente, saltare, rotolare o compiere una qualsiasi combinazione di questi 3 movimenti. In ogni caso, i materiali caduti si depositano ai piedi del pendio o ad una certa distanza da esso, a seconda dell'energia raggiunta dai frammenti nel loro movimento.
Tra le frane e la caduta massi si possono includere i crolli di roccia su una scogliera, dovuti all'erosione alla base di questa. Si può definire caduta massi se il percorso seguito dai frammenti avviene totalmente o parzialmente attraverso l'aria.